# Round Top (Texas)
Round Top város az USA Texas államában, Fayette megyében. Lakosainak száma 87 fő (2020. április 1.).

## Népesség
A település népességének változása:
| Lakosok száma | 77   | 90   | 87   |
|               | 2000 | 2010 | 2020 |